# Cryptosporidiosis
Cryptosporidiosis, cũng được gọi là crypto, là một bệnh ký sinh gây ra bởi Cryptosporidium, một loại ký sinh trùng đơn bào thuộc ngành Apicomplexa. Ảnh hưởng đến đường ruột và có thể ảnh hưởng đến hệ hô hấp trên cả hệ miễn dịch và suy giảm miễn dịch cá thể, dẫn đến tiêu chảy (crypto tiêu hóa) có thể có hoặc không có chứng ho dai dẳng (crypto hô hấp). Trong cá thể suy giảm miễn dịch, triệu chứng này đặc biệt nghiêm trọng và thường gây tử vong. Chủ yếu lây lan qua đường phân-miệng, thường thông qua nước bị ô nhiễm; bằng chứng gần đây cho thấy rằng nó cũng có thể được truyền qua đồ vật truyền bệnh theo đường bài tiết hô hấp.